# Hermann von Blankenburg (General)
Hermann Leopold Ludwig von Blankenburg (* 21. Mai 1851 in Hechingen; † 13. März 1922) war ein preußischer Generalleutnant.

## Leben

### Herkunft
Hermann von Blankenburg war der älteste Sohn des preußischen Offiziers und Publizisten Heinrich (von) Blankenburg und dessen Ehefrau Albertine, geborene Maaßen. Der Vater wurde 1885 in den preußischen Adelsstand erhoben.

### Militärkarriere
Nach seiner Erziehung im elterlichen Hause und dem Besuch eines Gymnasiums trat Blankenburg am 22. Mai 1868 in das 4. Niederschlesische Infanterie-Regiment Nr. 51 der Preußischen Armee ein. Dort avancierte er Mitte Oktober 1869 zum Sekondeleutnant und nahm 1870/71 während des Krieges gegen Frankreich an der Beschießung von Pfalzburg, den Gefechten bei Thiais und Choisy-le-Roi sowie der Belagerung von Paris teil. Nach dem Friedensschluss absolvierte Blankenburg zur weiteren Ausbildung die Kriegsakademie und stieg im März 1878 zum Premierleutnant auf. Am 14. Januar 1879 folgte seine Versetzung in das 2. Schlesische Grenadier-Regiment Nr. 11. Von dort kommandierte man ihn am 20. April mit Wirkung zum 1. Mai 1879 zunächst auf ein Jahr zur Dienstleistung beim Großen Generalstab. Dieses Kommando verlängerte sich um ein weiteres Jahr, bis Blankenburg schließlich am 3. Mai 1881 unter Belassung beim Großen Generalstab in den Generalstab der Armee versetzt und am 11. Oktober 1881 zum Hauptmann befördert wurde. Daran schlossen sich Verwendungen im Generalstab des V. Armee-Korps und der 28. Division an. Unter Stellung à la suite des Generalstabes der Armee wurde Blankenburg am 1. Oktober 1886 beurlaubt und für zwei Jahre als Lehrer an die japanische Heereshochschule nach Tokio entsandt.
Nach seiner Rückkehr nach Deutschland wurde Blankenburg als Major am 22. März 1889 zum Bataillonskommandeur im Infanterie-Regiment Nr. 129 ernannt. Ein Jahr später erfolgte seine Rückversetzung in den Generalstab der Armee unter Überweisung in den Generalstab des XIV. Armee-Korps in Karlsruhe. Ab Mitte März 1893 war Blankenburg im Generalstab des Gouvernements Metz tätig, stieg im April 1893 zum Oberstleutnant auf und wurde am 14. Mai 1894 zum Chef des Generalstabes des XV. Armee-Korps in Straßburg ernannt. In dieser Stellung avancierte er am 16. Juni 1896 zum Oberst und erhielt ein Jahr später das Kommando über das Infanterie-Regiment „Herwarth von Bittenfeld“ (1. Westfälisches) Nr. 13. Anschließend wurde Frankenberg unter Versetzung in den Generalstab der Armee mit der Wahrnehmung der Geschäfte eines Oberquartiermeisters beauftragt und am 3. Juli 1899 zum Generalmajor befördert. Ab dem 16. November 1899 war er zugleich auch als Mitglied der Studienkommission der Kriegsakademie tätig und wurde am 22. Juli 1900 zum Oberquartiermeister ernannt. In dieser Stellung erhielt er das Großkreuz des Franz-Joseph-Ordens. Vom 18. Mai bis zum 18. Oktober 1901 war Blankenburg zur Vertretung des erkrankten Kommandeurs der 5. Infanterie-Brigade nach Stettin kommandiert. Unter Enthebung von seiner Stellung als Oberquartiermeister wurde Frankenberg am 27. Januar 1902 zum Kommandeur der 26. Infanterie-Brigade in Köln ernannt. In Genehmigung seines Abschiedsgesuches stellt man ihn am 14. August 1902 unter Verleihung des Charakters als Generalleutnant mit der gesetzlichen Pension zur Disposition.
Er war Inhaber des Roten Adlerordens II. Klasse mit Eichenlaub und des Kronenordens II. Klasse. Nach seiner Verabschiedung lebte Blankenburg in Zwölfmalgreien bei Bozen.